# USS Balduck (APD-132)
USS Balduck (APD-132) là một tàu vận chuyển cao tốc lớp Crosley, nguyên được cải biến từ chiếc DE-716, một tàu hộ tống khu trục lớp Rudderow, và đã phục vụ cùng Hải quân Hoa Kỳ trong Chiến tranh Thế giới thứ hai. Nó là chiếc tàu chiến duy nhất của Hải quân Hoa Kỳ được đặt cái tên này, theo tên Hạ sĩ Thủy quân Lục chiến Remi August Balduck (1918-1942), người từng phục vụ cùng  Sư đoàn 1 Thủy quân Lục chiến tại Guadalcanal, đã tử trận vào ngày 9 tháng 11, 1942 và được truy tặng Huân chương Chữ thập Hải quân. Nó đã phục vụ cho đến khi chiến tranh kết thúc, xuất biên chế năm 1946, rồi được huy động trở lại để phục vụ từ năm 1953 đến năm 1958, và được xếp lại lớp như là chiếc LPR-132. Con tàu cuối cùng bị bán để tháo dỡ vào năm 1976.

## Thiết kế và chế tạo
Thiết kế của lớp Crosley dựa trên việc cải biến lớp tàu hộ tống khu trục Rudderow. Cấu trúc thượng tầng con tàu được mở rộng, đồng thời tháo dỡ bớt vũ khí trang bị để lấy chỗ bố trí nơi nghỉ cho 162 binh lính được vận chuyển cùng khoảng 40 tấn trang bị. Hệ thống động lực tương tự như với các lớp Buckley và Rudderow; là kiểu động cơ turbine-điện General Electric, cung cấp điện năng cho mô-tơ điện để dẫn động hai trục chân vịt.
Dàn vũ khí được giữ lại bao gồm một khẩu pháo 5 inch (130 mm)/38 cal bố trí một phía trước mũi; ba khẩu đội pháo phòng không Bofors 40 mm nòng đôi và sáu pháo phòng không Oerlikon 20 mm; vũ khí chống ngầm gồm hai đường ray Mk. 9 để thả mìn sâu. Thủy thủ đoàn đầy đủ bao gồm 15 sĩ quan và 168 thủy thủ; và con tàu được bố trí tiện nghi để vận chuyển 12 sĩ quan cùng 150 binh lính đổ bộ.
Balduckđược đặt lườn như là chiếc DE-716 tại xưởng tàu của hãng Defoe Shipbuilding Co. ở Bay City, Michigan vào ngày 17 tháng 6, 1944. Đang khi được chế tạo, con tàu được xếp lại lớp như một tàu vận chuyển cao tốc vào ngày 17 tháng 7, 1944, mang ký hiệu lườn mới APD-132, và được hạ thủy vào ngày 27 tháng 10, 1944, được đỡ đầu bởi bà bà Mary Verhougstraete, mẹ của hạ sĩ Balduck. Con tàu được chuyển đến xưởng tàu của hãng Todd Johnson Shipyard ở Algiers, Louisiana để hoàn thiện, và nhập biên chế cùng Hải quân Hoa Kỳ tại New Orleans, Louisiana vào ngày 7 tháng 5, 1945 dưới quyền chỉ huy của Hạm trưởng, Đại úy Hải quân Robert T. Newell.

## Lịch sử hoạt động

### 1945 - 1946
Sau khi hoàn tất chuyến đi chạy thử máy huấn luyện tại khu vực vịnh Guantánamo, Cuba, Balduck chuẩn bị để điều động sang khu vực Mặt trận Thái Bình Dương. Nó chuyển sang vùng bờ Tây Hoa Kỳ, và vẫn đang ở tại đây khi Nhật Bản chấp nhận đầu hàng vào ngày 15 tháng 8, 1945 giúp chấm dứt vĩnh viễn cuộc xung đột. Nó khởi hành từ Oceanside, California vào ngày 16 tháng 8, 1945 để hướng sang Nhật Bản, đi đến Okinawa vào ngày 3 tháng 9, rồi tham gia vào hoạt động chiếm đóng Triều Tiên và Thanh Đảo, Trung Quốc cho đến ngày 12 tháng 10. Con tàu khởi hành vào ngày 19 tháng 10 để quay trở về Hoa Kỳ, về đến San Diego, California vào ngày 7 tháng 11. Trong thành phần Đội vận chuyển 112, nó thực hiện năm chuyến đi ven biển giữa San Diego và San Pedro, Los Angeles để vận chuyển nhân sự, trước khi được cho xuất biên chế tại San Diego vào ngày 31 tháng 5, 1946 và đưa về Hạm đội Dự bị Thái Bình Dương.

### 1953 - 1958
Balduck được cho tái biên chế trở lại vào ngày 5 tháng 11, 1953 và được phân về Đội kiểm soát đổ bộ 12. Từ ngày 8 tháng 12, 1953 đến ngày 25 tháng 3, 1954 nó được đại tu và sửa chữa tại Xưởng hải quân San Francisco, rồi khi quay trở lại San Diego nó được điều động sang Đội kiểm soát đổ bộ 11. Con tàu hoạt động cùng các đội phá hoại dưới nước (UDT: Underwater Demolition Team) và huấn luyện chống tàu ngầm.
Rời San Diego vào ngày 1 tháng 9, 1954 để đi sang khu vực Tây Thái Bình Dương, Balduck trình diện để phục vụ cùng Đội vận chuyển đổ bộ 31 tại Yokosuka. Nó đi đến Hải Phòng, Việt Nam vào ngày 14 tháng 10 để tham gia vào Chiến dịch Con đường đến Tự do (Passage to Freedom), cuộc vận chuyển người di cư từ Bắc Việt Nam vào Nam Việt Nam. Sau đó nó đi đến khu vực quần đảo Đại Trần vào ngày 9 tháng 2, 1955 và hoạt động cùng Lực lượng Đặc nhiệm 77 trong vụ Khủng hoảng eo biển Đài Loan. Nó rời Yokosuka vào ngày 1 tháng 3 để quay trở về Hoa Kỳ, về đến San Diego vào ngày 17 tháng 3, và sau khi được sửa chữa, nó huấn luyện chống tàu ngầm và phòng không từ căn cứ San Diego.
Lại lên đường đi sang Viễn Đông, Balduck đi đến Yokosuka vào ngày 15 tháng 9, và hoạt động tại các vùng biển Nhật Bản và Philippines, tham gia các cuộc tập trận đổ bộ cho đến khi quay trở về San Diego vào ngày 23 tháng 3, 1956. Nó được cho xuất biên chế lần sau cùng vào ngày 28 tháng 2, 1958, và đang khi trong thành phần dự bị, con tàu được xếp lại lớp như một "tàu vận chuyển đổ bộ, nhỏ" với ký hiệu lườn LPR-132 vào ngày 1 tháng 1, 1969. Tên nó được cho rút khỏi danh sách Đăng bạ Hải quân vào ngày 15 tháng 7, 1975, và con tàu được bán cho hãng National Metal and Steel Corp. tại Terminal Island, California vào ngày 6 tháng 12, 1976 để tháo dỡ.

## Phần thưởng
Nguồn: Navsource Naval History
|  |  |  |
|  |  |  |

| Huân chương Phục vụ Trung Hoa (mở rộng) | Huân chương Chiến dịch Hoa Kỳ           | Huân chương Chiến dịch Châu Á-Thái Bình Dương |
| Huân chương Chiến thắng Thế Chiến II    | Huân chương Phục vụ Chiếm đóng Hải quân | Huân chương Phục vụ Phòng vệ Quốc gia         |